# Fazil Iskander

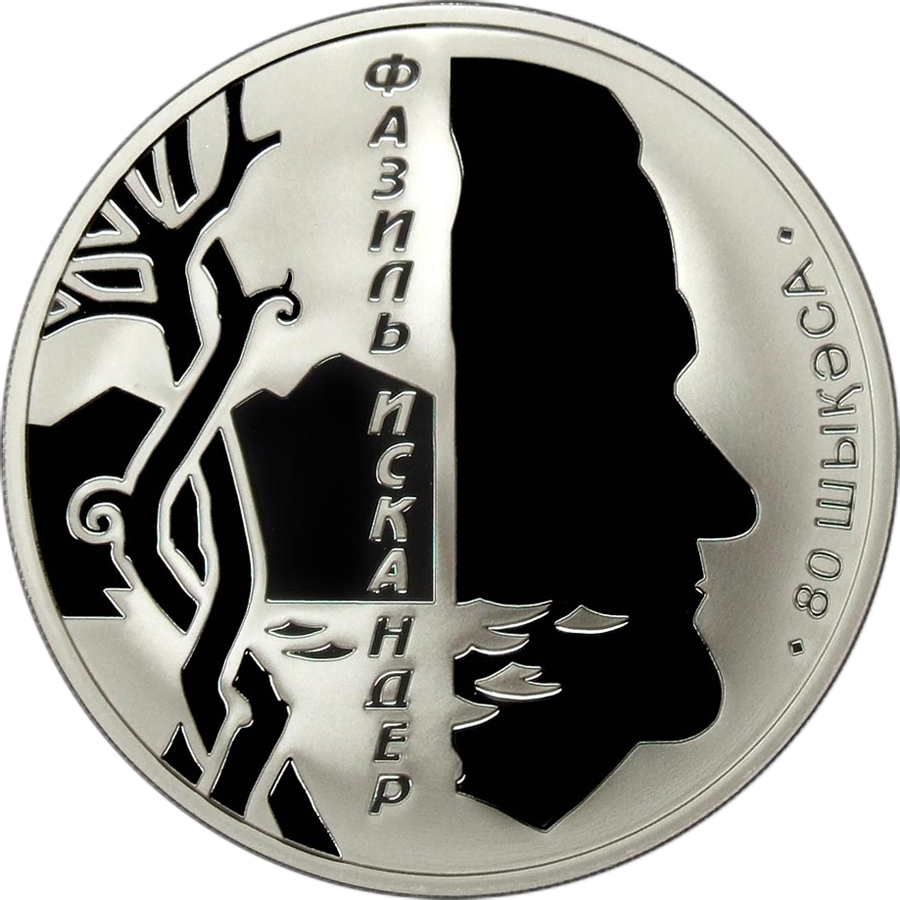
Verso de uma moeda comemorativa de 10 apsar cunhada em 6 de maio de 2009 para celebrar o 80º aniversário de Fazil Iskander.

Fazil Abdulovich Iskander  (6 de março de 1929 - 31 de julho de 2016) foi um escritor e poeta soviético e russo conhecido na antiga União Soviética por suas descrições da vida no Cáucaso. Ele é autor de várias histórias, incluindo "Zashita Chika", que apresenta um garoto astuto e simpático chamado "Chik", mas é provavelmente mais conhecido pelo romance picaresco Sandro de Chegem e sua sequência O Evangelho Segundo Chegem .

## Biografia

### Juventude
Fazil Abdulovich Iskander nasceu em 1929 na cosmopolita cidade portuária de Sukhumi, Geórgia (então parte da URSS), filho de pai iraniano (Abdul Ibragimovich Iskander) e mãe abkhazia (Leili Khasanovna Iskander). Seu pai foi deportado para o Irã em 1938 e enviado para um campo penal, onde faleceu em 1957. A deportação foi causada pelas políticas de deportação das minorias nacionais do Cáucaso de Joseph Stalin. Como resultado, Fazil e seu irmão Feredun e sua irmã Giuli foram criados pela família abkhazia de sua mãe. Fazil tinha apenas nove anos quando isso aconteceu.

### Carreira
O intelectual mais famoso da Abkházia , </link> Fazil Iskander se tornou conhecido pela primeira vez em meados da década de 1960, junto com outros representantes do movimento da "prosa jovem", como Yury Kazakov e Vasily Aksyonov. Ele também participou com Akyonov da publicação do Almanaque Metrópole. Nessa época, ele publicou Sozvezdie kozlotura (1966), traduzido de várias maneiras como "A Constelação Goatibex", "A Constelação do Búfalo-Cabra" e "Constelação de Capritaurus". O romance é escrito do ponto de vista de um jovem jornalista que retorna à sua Abkhazia natal, junta-se à equipe de um jornal local e é pego na campanha publicitária de um animal de fazenda recém-produzido, um cruzamento entre uma cabra e um tur do Cáucaso Ocidental ( Capra caucasica ); e consitui uma "sátira notável da genética de Lysenko e das campanhas agrícolas de Khrushchev, foi duramente criticada por mostrar a União Soviética sob uma luz ruim".
Ele é provavelmente mais conhecido no mundo de língua inglesa por Sandro de Chegem, um romance picaresco que narra a vida em uma vila fictícia da Abkhaz desde os primeiros anos do século XX até a década de 1970, o que evocou elogios ao autor como "um Mark Twain da Abkhaz". O humor de Iskander, como o de Mark Twain, é conhecido pela perspicácia. Esta obra desconexa, divertida e irônica foi considerada um exemplo de realismo mágico. Cinco filmes foram feitos com base em partes do romance.
Iskander se distanciou dos esforços separatistas da Abkházia no final da década de 1980 e criticou as comunidades georgiana e abkhazia da Abkházia por seus preconceitos mútuos. Ele alertou que a Abkházia poderia se tornar um novo Nagorno-Karabakh. Mais tarde, Iskander residiu em Moscou e escreveu para a revista grossa Kultura .

## Família
Iskander foi casado com a poetisa russa Antonina Mikhailovna Khlebnikova desde 1960. Em 2011, o casal publicou um livro de poemas intitulado Neve e Uvas para celebrar suas bodas de ouro. Eles tiveram um filho e uma filha.

## Morte
Iskander morreu em sua casa em 31 de julho de 2016 em Peredelkino, aos 87 anos.

## Prêmios
- Prêmio Estadual da URSS (1989) - por seu romance "Sandro de Chegem"[17][18]
- Prêmio Pushkin da Fundação Alfred Toepfer (1992) [19]
- Prêmio Estadual da Federação Russa em Literatura e Artes (1993, 2013) [20][21]
- Prêmio Triunfo (1999).[22]
- Ordem de Honra e Glória, 1ª classe (Abkhazia, 18 de junho de 2002) [23]
- Ordem do Mérito da Pátria ;) [24]
  - 2ª classe (29 de setembro de 2004)
  - 3ª classe (3 de março de 1999)
  - 4ª classe (13 de março de 2009, apresentado em 17 de fevereiro de 2010.[25] )
- Membro Honorário da Academia Russa de Artes
- Prêmio Literário Yasnaya Polyana (2011) - pelo romance "Sandro de Chegem"[26]
- Prêmio literário Ivan Bunin (2013)

Em 2009, o Banco da Abkhazia emitiu uma moeda de prata comemorativa da série "Personalidades Destacadas da Abkhazia", dedicada a Fazil Iskander, com denominação de 10 apsaras. </link>